# Lista de marquesados em Portugal
Esta lista contém os Marquesados criados em Portugal.

Nota: Nesta lista apenas são elencados os títulos portugueses concedidos a portugueses e a estrangeiros, pois só estes foram criados em Portugal; os títulos estrangeiros concedidos a portugueses são apresentados em Lista de títulos nobiliárquicos estrangeiros concedidos a portugueses. 

## História

### Origens
O primeiro título de Marquês criado em Portugal foi o de Marquês de Valença, outorgado a D. Afonso de Bragança, 4.º Conde de Ourém, herdeiro do Ducado de Bragança. 
As famílias nobres de primeira grandeza foram ascendendo, nos séculos XV e XVI, à dignidade condal. Nos séculos XVII e XVIII os condados dessas famílias foram progressivamente elevados ao marquesado, geralmente com títulos distintos dos originários, passando os títulos de Conde a serem tradicionalmente usados pelos herdeiros dos Marqueses.

### Estatuto

Coronel heráldico de Marquês no Reino de Portugal.

Todos os Marqueses em Portugal gozavam, por inerência, de Grandeza, ou seja eram Grandes do Reino.
Aquando da criação do título ou por concessão posterior, a alguns Marqueses foram outorgadas Honras de Parente da Casa Real, com tratamento de Sobrinho ou de Primo d´El Rei, sendo designados por Marqueses-Parentes. Estes tinham precedência sobre os demais Grandes do Reino, independente do grau ou antiguidade dos títulos, figurando no protocolo logo após os Duques-Parentes. 
Os Marqueses de juro e herdade precedem aos demais, seguindo depois a precedência geral pela antiguidade do título.

## Marquesados de Portugal
| Brasão                                              | Título                               | Criação                | 1.º Titular                                                                                        | Tipo                                                                          | Representante                                 |
| --------------------------------------------------- | ------------------------------------ | ---------------------- | -------------------------------------------------------------------------------------------------- | ----------------------------------------------------------------------------- | --------------------------------------------- |
| Armas dos Marqueses de Vila Viçosa                  | Marquês de Valença (1ª Criação)      | 11 de Junho de 1451    | D. Afonso de Bragança, 4.º Conde de Ourém, herdeiro do Ducado de Bragança                          | juro e herdade                                                                | extinto (1460)                                |
| Armas dos Marqueses de Vila Viçosa                  | Marquês de Vila Viçosa               | 25 de Maio de 1455     | D. Fernando de Bragança, 5.º Conde de Ourém, depois 2.º Duque de Bragança                          | juro e herdade                                                                | Duarte Pio de Bragança                        |
| Armas dos Marqueses de Montemor-o-Novo              | Marquês de Montemor-o-Novo           | 1478                   | D. João de Bragança, 7.º Condestável de Portugal                                                   | juro e herdade                                                                | extinto (1483)                                |
| Armas dos Marqueses de Vila Real                    | Marquês de Vila Real                 | 1 de Março de 1489     | D. Pedro de Meneses, 3.º Conde de Vila Real                                                        | juro e herdade                                                                | extinto                                       |
| Armas dos Marqueses de Torres Novas                 | Marquês de Torres Novas (1ª Criação) | 27 de Março de 1520    | D. João de Lencastre, 1.º Duque de Aveiro                                                          | juro e herdade                                                                | extinto                                       |
| Armas dos Marqueses de Ferreira                     | Marquês de Ferreira                  | 1533                   | D. Rodrigo de Melo, 1.º Conde de Tentúgal                                                          | juro e herdade                                                                |                                               |
| Armas dos Marqueses de Atouguia                     | Marquês de Santarém                  | 1580                   | D. Luís de Ataíde, 10º Vice-Rei da Índia e 3.º Conde de Atouguia                                   | juro e herdade                                                                | extinto (1581)                                |
| Armas dos Marqueses de Castelo Rodrigo              | Marquês de Castelo Rodrigo           | 29 de Janeiro de 1600  | D. Cristóvão de Moura, 1.º Conde de Castelo Rodrigo                                                | em três vidas                                                                 | extinto (1640)                                |
| Armas dos Marqueses das Minas                       | Marquês das Minas                    | 2 de Janeiro de 1608   | D. Francisco de Sousa, 3.º Conde do Prado                                                          | juro e herdade                                                                |                                               |
|                                                     | Marquês de Alenquer                  | 13 de Outubro de 1616  | D. Diogo da Silva e Mendoza, Conde de Salinas                                                      | em vida                                                                       | extinto                                       |
| Armas dos Marqueses de Gouveia                      | Marquês de Gouveia (1ª criação)      | 20 de Janeiro de 1625  | D. Manrique da Silva, Mordomo-Mor do Reino, 6.º Conde de Portalegre                                | Honras de Parente juro e herdade                                              | extinto (1759)                                |
| Armas dos Marqueses de Porto Seguro                 | Marquês de Porto Seguro              | 8 de Abril de 1627     | D. Afonso de Lencastre                                                                             | em vida                                                                       | extinto                                       |
| Armas dos Lencastre                                 | Marquês de Unhão                     | 7 de Junho de 1630     | D. Maria de Lancastre                                                                              | em vida                                                                       | extinto                                       |
| Armas dos Marqueses de Montalvão                    | Marquês de Montalvão                 | 1639                   | D. Jorge Mascarenhas, 1.º Conde de Castelo Novo                                                    | juro e herdade                                                                | extinto                                       |
| Armas dos Marqueses de Atouguia                     | Marquês de Atouguia                  | 1641                   | D. Filipa de Vilhena, Condessa de Atouguia, Camareira-Mor da Rainha D. Luísa de Gusmão             | em vida                                                                       | extinto (1651)                                |
| Armas dos Marqueses de Aguiar                       | Marquês de Aguiar                    | 1643                   | D. Afonso de Portugal, 5.º Conde de Vimioso                                                        | em vida                                                                       | extinto                                       |
| Armas dos Marqueses de Cascais                      | Marquês de Cascais                   | 19 de Novembro de 1643 | D. Álvaro Pires de Castro, 1.º Marquês de Cascais, 6.º Conde de Monsanto                           | juro e herdade                                                                | extinto                                       |
| Armas dos Marqueses de Nisa e Condes da Vidigueira) | Marquês de Nisa                      | 18 de Outubro de 1646  | D. Vasco Luís da Gama, 5.º Conde da Vidigueira                                                     | juro e herdade                                                                |                                               |
| Armas dos Marqueses de Fontes                       | Marquês de Fontes                    | 2 de Janeiro de 1659   | D. Francisco de Sá e Meneses, 4.º Conde de Penaguião                                               | em vida                                                                       |                                               |
| Armas dos Marqueses de Marialva                     | Marquês de Marialva                  | 11 de Junho de 1661    | D. António Luís de Meneses, 3.º Conde de Cantanhede                                                | juro e herdade                                                                |                                               |
|                                                     | Marquês de Sande                     | 21 de Abril de 1662    | Francisco de Melo e Torres, 1.º Conde da Ponte                                                     | em vida                                                                       |                                               |
| Armas dos Marqueses de Angeja                       | Marquês de Soure                     | 1664                   | D. Francisca de Noronha                                                                            | em vida                                                                       | extinto                                       |
| Armas dos Marqueses de Távora                       | Marquês de Távora                    | 6 de Agosto de 1669    | Luís Álvares de Távora, 3.º Conde de São João da Pesqueira                                         | juro e herdade                                                                | extinto                                       |
| Armas dos Marqueses de Fronteira                    | Marquês de Fronteira                 | 7 de Janeiro de 1670   | D. João de Mascarenhas, 2.º Conde da Torre                                                         | juro e herdade                                                                |                                               |
| Armas dos Marqueses de Arronches                    | Marquês de Arronches                 | 27 de Abril de 1674    | Henrique de Sousa Tavares, 3.º Conde de Miranda do Corvo                                           | juro e herdade                                                                |                                               |
| Armas dos Marqueses de Alegrete                     | Marquês de Alegrete                  | 1687                   | Manuel Teles da Silva, 2.º Conde de Vilar Maior                                                    | em vida                                                                       |                                               |
| Armas dos Marqueses de Alorna                       | Marquês de Alorna                    | 9 de Novembro de 1688  | D. Pedro Miguel de Almeida, 1.º Marquês de Castelo Novo                                            | juro e herdade                                                                |                                               |
| Armas dos Condes de Santa Cruz                      | Marquês de Santa Cruz                | 1691                   | Teresa de Moscoso Osório                                                                           | em vida                                                                       | extinto (1724)                                |
| Armas dos Marqueses de Angeja                       | Marquês de Angeja                    | 21 de Janeiro de 1714  | D. Pedro António de Meneses Noronha de Albuquerque, 2.º Conde de Vila Verde                        | Honras de Parente juro e herdade                                              |                                               |
| Armas dos Marqueses de Vila Viçosa                  | Marquês de Valença (2ª Criação)      | 10 de Março de 1716    | D. Francisco de Portugal, 8.º conde de Vimioso                                                     | Honras de Parente juro e herdade                                              |                                               |
|                                                     | Marquês de Abrantes                  | 24 de Junho de 1718    | Rodrigo Anes de Sá Almeida e Meneses, 3.º Marquês de Fontes                                        | Honras de Parente juro e herdade                                              |                                               |
| Armas dos Marqueses de Louriçal                     | Marquês de Louriçal                  | 22 de Abril de 1740    | Luís Carlos Inácio Xavier de Meneses, 5.º Conde da Ericeira                                        | juro e herdade                                                                | extinto                                       |
| Armas dos Marqueses de Castelo Novo                 | Marquês de Castelo Novo              | 24 de Março de 1744    | D. Pedro Miguel de Almeida, 1.º Marquês de Alorna                                                  | em vida                                                                       | extinto                                       |
| Armas dos Marqueses de Penalva                      | Marquês de Penalva                   | 7 de Fevereiro de 1750 | Estêvão de Meneses, 5.º Conde de Tarouca                                                           | em vida                                                                       | extinto                                       |
| Armas dos Marqueses de Angeja                       | Marquês de Tancos                    | 22 de Outubro de 1751  | D. João Manuel de Noronha, 6.º Conde da Atalaia                                                    | juro e herdade                                                                |                                               |
|                                                     | Marquês de Lavradio                  | 18 de Outubro de 1753  | D. António de Almeida Soares Portugal, 1.º Conde de Lavradio                                       | Honras de Parente juro e herdade                                              |                                               |
| Armas dos Marqueses de Alvito                       | Marquês de Alvito                    | 3 de Maio de 1766      | D. José António Francisco Lobo da Silveira Quaresma, 3.º Conde de Oriola                           | em vida                                                                       | extinto                                       |
|                                                     | Marquês de Castelo Melhor            | 10 de Outubro de 1766  | José de Vasconcelos e Sousa Caminha Câmara Faro e Veiga, 4.º Conde de Castelo Melhor               | juro e herdade                                                                |                                               |
| Armas dos Marqueses de Pombal                       | Marquês de Pombal                    | 16 de Setembro de 1769 | Sebastião José de Carvalho e Melo, 1.º Conde de Oeiras                                             | juro e herdade                                                                |                                               |
|                                                     | Marquês de Pombeiro                  | Século XVIII           | D. Pelágia Teresa Agostinho de Almada, condessa de Pombeiro por casamento                          | em vida                                                                       | extinto (1763)                                |
| Armas dos Marqueses de Ponte de Lima                | Marquês de Ponte de Lima             | 17 de Dezembro de 1790 | D. Tomás Xavier de Lima Teles da Silva, 13.º Visconde de Vila Nova de Cerveira                     | juro e herdade                                                                |                                               |
|                                                     | Marquês de São Miguel                | 7 de Maio de 1794      | Margarida Xavier Botelho de Lancastre                                                              | em vida                                                                       | extinto (1821)                                |
| Armas dos Marqueses de Loulé                        | Marquês de Loulé                     | 6 de Julho de 1799     | Agostinho Domingos José de Mendoça Rolim de Moura Barreto, 8.º Conde de Vale dos Reis              | juro e herdade                                                                |                                               |
| Armas dos Marqueses de Belas                        | Marquês de Belas                     | 17 de Dezembro de 1801 | D. Maria Rita de Castelo Branco Correia da Cunha, 6.ª Condessa de Pombeiro                         | em vida                                                                       |                                               |
| Armas dos Marqueses de Vagos                        | Marquês de Vagos                     | 2 de Dezembro de 1802  | D. Francisco da Silva Telo e Meneses, 6.º Conde de Aveiras                                         | juro e herdade                                                                | D. Maria Mafalda da Silva de Noronha Wagner   |
|                                                     | Marquês de Sabugosa                  | 13 de Maio de 1804     | D. António Maria de Melo da Silva César de Meneses, 5.º Conde de Sabugosa                          | em vida                                                                       |                                               |
| Armas dos Marqueses de Angeja                       | Marquês de Torres Novas (2ª Criação) | 13 de Maio de 1807     | D. Álvaro de Noronha Abranches Castelo Branco, 7.º Conde de Valadares                              | em vida                                                                       |                                               |
| Armas dos Marqueses de Olhão                        | Marquês de Olhão                     | 21 de Dezembro de 1808 | D. Francisco José da Cunha de Mendonça e Meneses, 1.º Conde de Castro Marim                        | em vida                                                                       | extinto                                       |
| Armas dos Marqueses de Borba                        | Marquês de Borba                     | 15 de Dezembro de 1811 | D. Tomé Xavier de Sousa Coutinho de Castelo Branco e Meneses, 13.º Conde de Redondo                | em vida                                                                       | extinto                                       |
| Armas dos Marqueses de Torres Vedras                | Marquês de Torres Vedras             | 17 de Dezembro de 1811 | Arthur Wellesley, 1.º Duque da Vitória                                                             | em sua vida                                                                   | extinto                                       |
|                                                     | Marquês de Campo Maior               | 17 de Dezembro de 1812 | William Carr Beresford, 1.º Conde de Trancoso                                                      | em vida                                                                       | extinto                                       |
| Armas dos Marqueses de Valada e Condes de Caparica  | Marquês de Valada                    | 17 de Dezembro de 1813 | D. Francisco Xavier de Meneses da Silveira e Castro, 1.º Conde de Caparica                         | em vida                                                                       | extinto                                       |
|                                                     | Marquês de Lumiares                  | 1819                   | Maria do Resgate Carneiro Portugal da Gama Vasconcelos Sousa Faro, 3.ª Condessa de Lumiares        | em vida                                                                       | extinto                                       |
|                                                     | Marquês de Bemposta-Subserra         | Século XIX             | Teodoro Estevão de La Rue de Saint-Léger, 2.º Conde da Bemposta                                    | em vida                                                                       | extinto                                       |
| Armas dos Marqueses de Viana                        | Marquês de Viana                     | 3 de Julho de 1821     | D. João Manuel de Meneses, 2.º Conde de Viana                                                      | juro e herdade                                                                |                                               |
| Armas dos Marqueses de Palmela                      | Marquês de Palmela                   | 3 de Julho de 1823     | D. Pedro de Sousa Holstein, 1.º Duque de Palmela                                                   | juro e herdade                                                                | extinto (o título foi elevado a ducado)       |
| Armas do Marques de Chaves                          | Marquês de Chaves                    | 3 de Julho de 1823     | Manuel da Silva Pinto da Fonseca Teixeira, 2.º Conde de Amarante                                   | em vida                                                                       | extinto                                       |
|                                                     | Marquês de Angra                     | 1 de Maio de 1826      | Charles Stuart, 1.º Conde de Machico                                                               | em vida                                                                       | extinto                                       |
| Armas dos Marqueses de Angeja                       | Marquês de Vila Flor                 | 14 de Janeiro de 1833  | António José de Sousa Manuel de Meneses Severim de Noronha, 1.º Duque da Terceira                  | em vida                                                                       | extinto                                       |
| Armas dos Marqueses de Ficalho                      | Marquês de Ficalho                   | 4 de Abril de 1833     | D. Eugénia Maurícia Tomásia Almeida Portugal, depois 1.ª Duquesa de Ficalho                        | concedido primeiro em vida tornado de juro e herdade em 1 de Dezembro de 1834 |                                               |
|                                                     | Marquês de Santa Iria                | 4 de Abril de 1833     | D. Luís Roque Sousa Coutinho Monteiro Paim, 3.º Conde de Alva                                      | em vida                                                                       |                                               |
| Armas dos Marqueses do Funchal                      | Marquês do Funchal                   | 1833                   | D. Domingos António de Sousa Coutinho, Conde do Funchal                                            | em vida                                                                       |                                               |
| Armas dos Marqueses de Saldanha                     | Marquês de Saldanha                  | 27 de Maio de 1834     | João Carlos Gregório Domingos Vicente Francisco de Saldanha Oliveira e Daun, 1.º Duque de Saldanha | juro e herdade                                                                |                                               |
| Armas dos Marqueses do Faial                        | Marquês do Faial                     | 1 de Dezembro de 1834  | D. Domingos de Sousa Holstein, 2.º Duque de Palmela                                                | em vida                                                                       |                                               |
|                                                     | Marquês de Sampaio                   | 1 de Dezembro de 1834  | Manuel António de Sampaio Melo e Castro Moniz e Torres de Lusignano, 2.º Conde de Sampaio          | em vida                                                                       |                                               |
| Armas dos Marqueses de Ponta Delgada                | Marquês de Ponta Delgada             | 25 de Janeiro de 1835  | D. Leonor da Câmara                                                                                | em vida                                                                       | extinto                                       |
|                                                     | Marquês da Bemposta                  | 11 de Julho de 1835    | Jean-Guillaume Hyde de Neuville, 1.º Conde da Bemposta                                             | em vida                                                                       | extinto                                       |
|                                                     | Marquês de Terena                    | 1 de Julho e 1848      | Sebastião Correia de Sá, 1.º Conde de Terena                                                       | em vida                                                                       |                                               |
| Armas dos Marqueses de Sousa Holstein               | Marquês de Sousa Holstein            | 3 de Setembro de 1855  | D. Francisco de Sousa Holstein                                                                     | em vida                                                                       |                                               |
| Armas dos Marqueses de Ribeira Grande               | Marquês da Ribeira Grande            | 5 de Setembro de 1855  | D. Francisco de Sales Gonçalves Zarco da Câmara, 8.º Conde da Ribeira Grande                       | em vida                                                                       |                                               |
| Armas dos Marqueses de Monfalim                     | Marquês de Monfalim                  | 9 de Agosto de 1861    | D. Filipe de Sousa Holstein                                                                        | em vida                                                                       |                                               |
|                                                     | Marquês de Sá da Bandeira            | 3 de Fevereiro de 1864 | Bernardo de Sá Nogueira de Figueiredo, 1.º Visconde de Sá da Bandeira                              | em vida                                                                       |                                               |
| Armas dos Marqueses de Sesimbra                     | Marquês de Sesimbra                  | 3 de Fevereiro de 1864 | D. Tomás de Sousa Holstein                                                                         | em vida                                                                       | extinto                                       |
| Armas dos Marqueses de Penafiel                     | Marquês de Penafiel                  | 5 de Fevereiro de 1869 | Maria da Assunção Adelaide da Mata de Sousa Coutinho, 2.ª Condessa de Penafiel                     | juro e herdade                                                                | Manuel Maria Salema da Mata de Sousa Coutinho |
| Armas dos Marqueses de Alvito                       | Marquês de Ávila                     | 24 de Maio de 1870     | António José de Ávila, 1.º Duque de Ávila e Bolama                                                 | em vida                                                                       | extinto (1917)                                |
|                                                     | Marquês de Tomar                     | 11 de Julho de 1878    | António Bernardo da Costa Cabral, 1.º Conde de Tomar                                               | em vida                                                                       | extinto                                       |
|                                                     | Marquês da Graciosa                  | 25 de Setembro de 1879 | Fernando Afonso Giraldes de Melo Sampaio Pereira, 1º visconde e conde da Graciosa                  | em vida                                                                       |                                               |
|                                                     | Marquês de Rio Maior                 | 19 de Maio de 1886     | D. António José Saldanha Oliveira Sousa, 4.º Conde de Rio de Maior                                 | em vida                                                                       |                                               |
| Armas dos Marqueses de Pomares                      | Marquês de Pomares                   | 26 de Maio de 1886     | Luís Maria de Carvalho Daun e Lorena                                                               | em vida                                                                       |                                               |
|                                                     | Marquês de Fontes Pereira de Melo    | 1887                   | Maria Henriqueta de Fontes Pereira de Melo                                                         | em vida                                                                       | extinto                                       |
|                                                     | Marquês da Praia e Monforte          | 21 de Janeiro de 1890  | António Borges de Medeiros Dias da Câmara e Sousa, 1.º Conde da Praia e Monforte                   | em vida                                                                       |                                               |
|                                                     | Marquês de Franco e Almodôvar        | 8 de Fevereiro de 1894 | Emílio Ernesto de Franco, 1.º Conde de Franco e Almodôvar                                          | em vida                                                                       |                                               |
|                                                     | Marquês de Reriz                     | 6 de Setembro de 1894  | D. António Maria Vilhena de Vasconcelos e Meneses, 1.º Conde de Reriz                              | em vida                                                                       |                                               |
|                                                     | Marquês de Lindoso                   | 1 de Dezembro de 1898  | João Peixoto da Silva Almeida Macedo e Carvalho, 1.º Conde de Lindoso                              | em vida                                                                       | extinto                                       |
|                                                     | Marquês de Gouveia (2ª Criação)      | 15 de Novembro de 1900 | D. Afonso de Serpa Leitão Freire Pimentel, 1.º Conde de Gouveia                                    | em vida                                                                       |                                               |
|                                                     | Marquês de Soveral                   | 1900                   | Luís Maria Augusto Pinto de Soveral                                                                | em vida                                                                       | extinto                                       |
|                                                     | Marquês de Jácome Correia            | 31 de Outubro de 1901  | Aires Jácome Correia, 2.º Conde de Jácome Correia                                                  | em vida                                                                       | extinto                                       |
|                                                     | Marquês da Foz                       | 14 de Novembro de 1901 | Tristão Guedes Correia de Queirós, 2.º Conde da Foz                                                | em vida                                                                       |                                               |
|                                                     | Marquês de Vale Flor                 | 7 de Novembro de 1907  | José Luís Constantino Dias, Conde de Vale Flor                                                     | em vida                                                                       | extinto                                       |
| Armas dos Marqueses de Cadaval                      | Marquês de Cadaval                   | Século XX              | D. António Caetano Álvares Pereira de Melo                                                         | em vida                                                                       |                                               |